# Liceo classico Ruggero Settimo
Il Liceo classico, linguistico e coreutico "Ruggero Settimo", o semplicemente Liceo classico Ruggero Settimo,  è un istituto di istruzione superiore di Caltanissetta; istituito nel 1863, è uno dei più antichi licei della Sicilia.
Il liceo ha avuto, tra i suoi alunni e docenti, numerose figure di spicco nel panorama culturale siciliano e nazionale.

## Storia

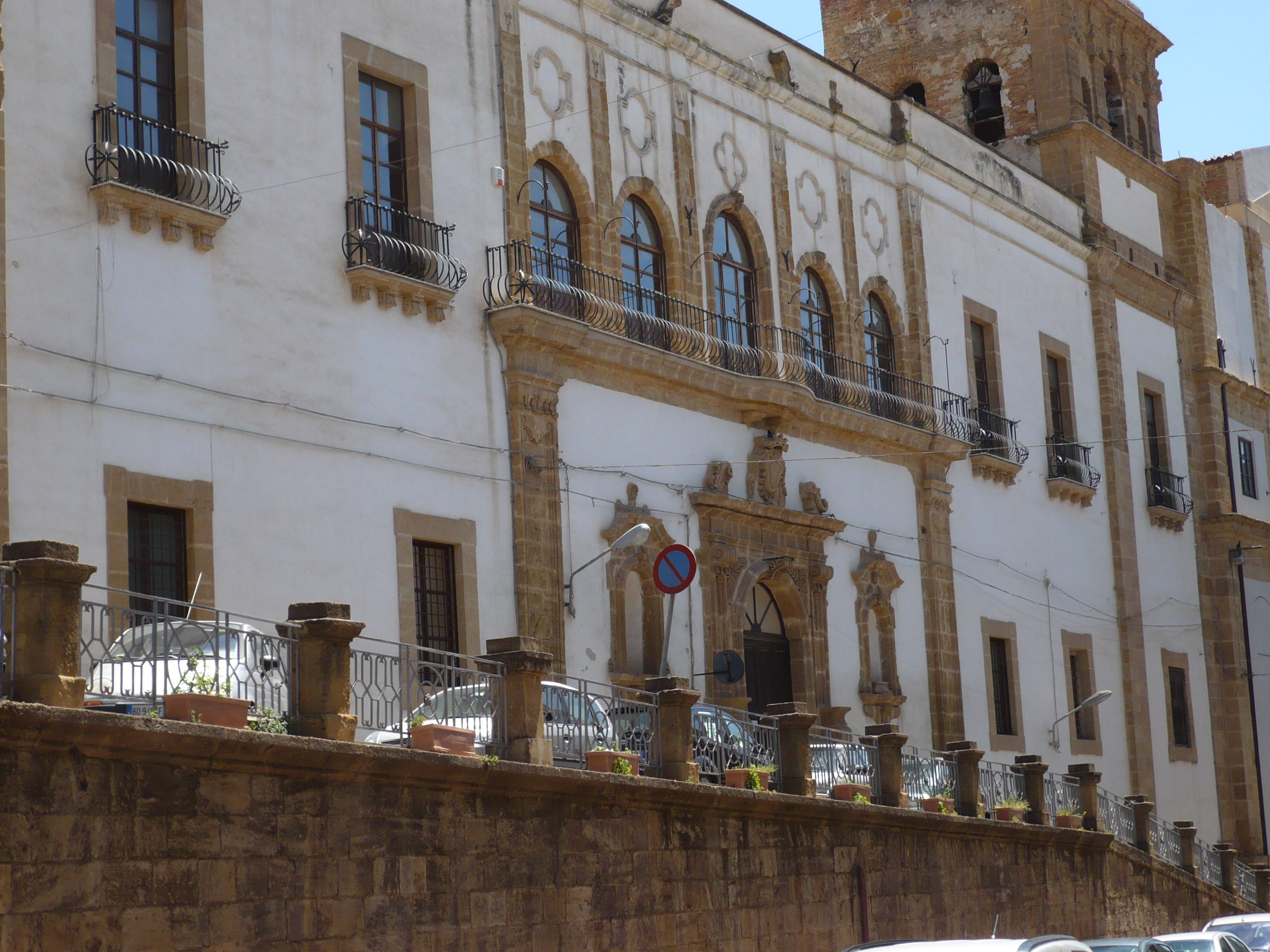
Il collegio gesuitico di Caltanissetta, sede storica del liceo

Fu istituito nel marzo 1863 come liceo ginnasiale governativo, succedendo al liceo classico provvisorio che il comune di Caltanissetta aveva attivato nel 1860 in sostituzione del liceo gesuitico, fondato nel 1809. Nel 1865/66 il liceo e il ginnasio furono unificati in un unico istituto intitolato a Ruggero Settimo.
La crescita del ceto medio borghese della città e il contestuale aumento del numero degli iscritti portò nel 1966 al trasferimento del liceo presso la nuova sede di via Rosso di San Secondo, nell'allora periferia della città, che sostituì i locali dell'ex collegio gesuitico, la sede storica. Il numero di iscritti continuò a crescere per tutti gli anni settanta, per poi stabilizzarsi. Un nuovo incremento degli iscritti si registrò a partire dagli anni novanta, quando iniziò la sperimentazione Brocca (1990/91).
Nel 2010 il liceo classico e il liceo linguistico sono stati adeguati al nuovo ordinamento previsto dalla riforma Gelmini; il liceo coreutico è stato attivato il 1º settembre 2014.

## La sede
Dal 1966 la scuola si trova nell'attuale sede, progettata dall'architetto Gaetano Averna, geograficamente a cavallo tra il centro storico e la zona di nuova espansione della città di Caltanissetta.
L'edificio è sito in via Pier Maria Rosso di San Secondo, attiguo all'edificio del Genio Civile e fisicamente collegato con la scuola media statale Luigi Verga.